# ANKRD35
ANKRD35‏ (None) هوَ بروتين يُشَفر بواسطة جين ANKRD35 في الإنسان.